# Canadian Journal of Zoology
Canadian Journal of Zoology – międzynarodowe recenzowane czasopismo naukowe, publikujące w dziedzinie zoologii, wydawane przez Canadian Science Publishing we współpracy z Canadian Society of Zoologist. Jego tematyka obejmuje m.in.: fizjologię, biochemię, etologię, biologię rozwoju, parazytologię, genetykę, morfologię, patologię, systematykę i ewolucję zwierząt. Wydawane jest od 1929 roku, a pod obecną nazwą od 1951 roku.
Obecnymi redaktorami naczelnymi są dr M. B. Felton z University of Western Ontario oraz dr Helga Guderley z Uniwersytetu Laval.
Czasopismo jest abstraktowane i indeksowane przez:

- Agricola
- Agricultural Engineering Abstracts
- Animal Behavior Abstracts
- Animal Breeding Abstracts
- Aquatic Sciences & Fisheries Abstracts
- BIOBASE
- Biological & Agricultural Index
- Biomedical Reference Collection
- BIOSIS
- CAB Abstracts
- Canadian Zoology Abstracts
- Chemical Abstracts
- Current Awareness in Biological Sciences
- Current Contents
- Entomology Abstracts
- Fish, Fisheries and Aquatic Biodiversity Worldwide
- Index Veterinarius
- PASCAL
- Protozoological Abstracts
- Referativny Zhurnal
- Science Citation Index
- Scopus